# Webtoon
Webtoon (koreanisch 웹툰 Weptun) beschreibt südkoreanische Webcomics oder Manhwa, die online veröffentlicht werden. Der Begriff setzt sich aus den englischen Begriffen web und cartoon zusammen. Das südkoreanische Internetportal Daum bietet seit 2003 einen Webtoon-Service an und Naver seit 2004. Diese Dienste veröffentlichen regelmäßig Webtoons, welche kostenlos zur Verfügung stehen.
Laut David Welsh von Bloomberg bezahlen mehr als 3 Millionen koreanische Nutzer für den Zugriff auf Webcomics und 10 Millionen nutzen kostenfreie Webcomics.
Im Juli 2014 hat Naver 520 Webtoons veröffentlicht und Daum 434. Seit den frühen 2010er Jahren haben Services wie Tapastic und Line Webtoon offiziell damit begonnen, Webtoons ins Englische zu übersetzen. Populäre Webtoons, die ins Englische übersetzt wurden, sind zum Beispiel The Breaker, Girls of the Wild’s, The Gamer, Noblesse und Tower of God. In den letzten Jahren wurden diese Webtoons in den westlichen Märkten immer beliebter und machen den japanischen Mangas Konkurrenz.
Weil sich digitale Comics als populäres Medium durchgesetzt haben, hat die Printpublikation von Manhwas abgenommen. Der Umfang an Comics, die als Webtoon veröffentlicht werden, hat ein ähnliches Niveau erreicht wie Comics, die offline veröffentlicht werden.

## Geschichte

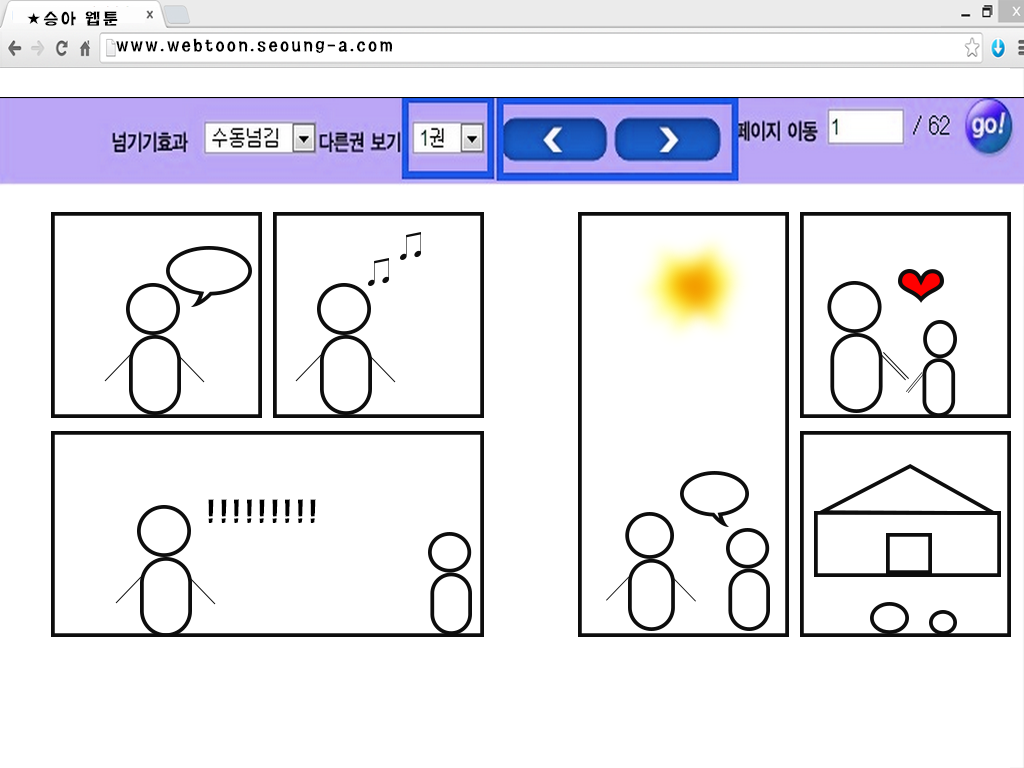
Layout eines frühen Webtoons. Buttons erlauben das Umblättern.

### Generation Null
Die frühesten Webtoons waren eingescannte, echte Comics, die im Internet veröffentlicht wurden. Normalerweise waren sie in einem einseitigen Layout formatiert.

### Erste Generation
Aufgrund der technologischen Entwicklung konnten die Autoren Flash-Animationen einsetzen. Das ermöglichte ein Comicformat, in dem man die einzelnen Bilder des Comics nacheinander in der richtigen Reihenfolge sehen konnte. Auch Zoom-In und Zoom-Out wurde damit ermöglicht. Dadurch wurde die Spannung erhöht.

### Zweite Generation

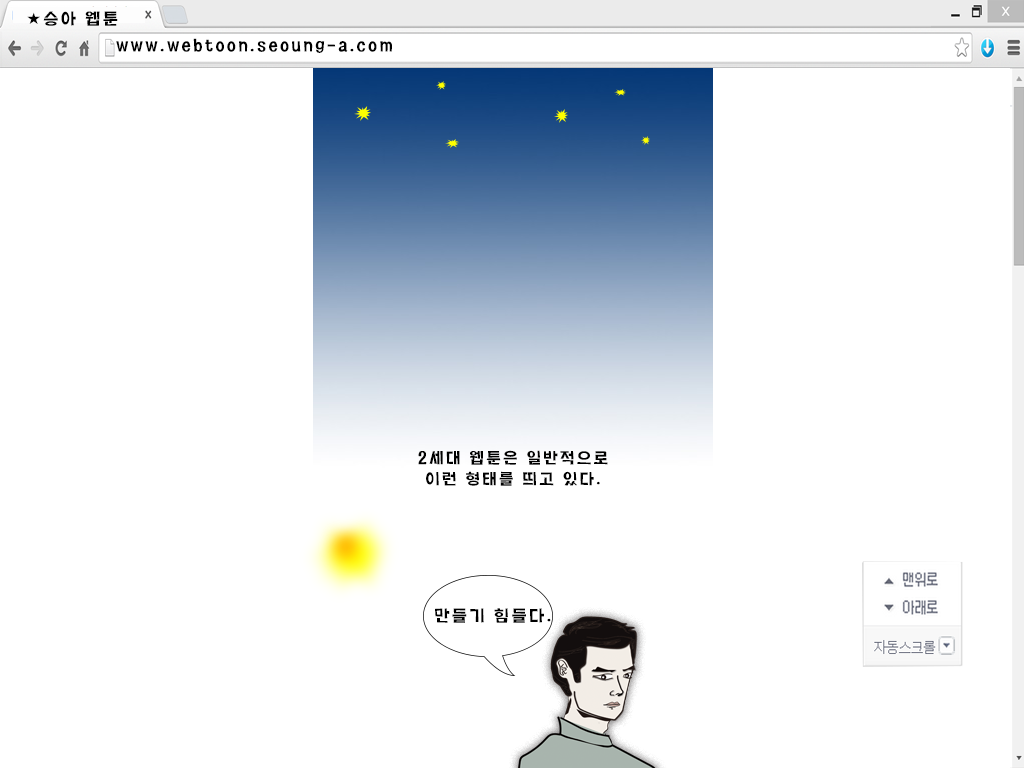
Ein Beispiel eines Webtoons der zweiten Generation.

Verbessertes Nachladen von Inhalten ermöglichte Autoren, ein vertikales Layout mit Scrolling zu verwenden. Das bedeutete, dass Autoren nicht mehr auf ein einseitiges Format planen mussten und auch auf Effekte wie Fade-In und Fade-Out zurückgreifen konnten, um den zeitlichen Verlauf darzustellen. Dadurch wurde das Lesen von Webtoons flüssiger.

### Dritte Generation
Mit dem Aufkommen von Smartphones und Tablets verbreiteten sich Webtoons auch auf neuen Plattformen mit der Hilfe von Apps.
Vor 2014 gab es nur inoffizielle Übersetzungen von Webtoons auf Englisch von Fans. Im Juli 2014 begannen Naver beziehungsweise Line die Veröffentlichung von auf Englisch übersetzten populären Webtoons über den Line Webtoon Service.

### Ausblick
In Zukunft werden Bewegungen, Soundeffekte und andere Spezialeffekte in einem neuen Webtoon-Format kombiniert. Dadurch wird die Wettbewerbsfähigkeit von Webtoons aufrechterhalten.

## Markt
Der Markt für Webtoons wird 2015 mit etwa 420 Milliarden ₩ (368 Mio. US$) bewertet.
Obwohl digitale Comics immer beliebter werden, machen Printpublikationen immer noch den Hauptteil der Comicverkäufe aus. Einige Verlage bieten gleichzeitig Online-Inhalte und Printmedien an.
Webtoons waren das Ausgangsmaterial für verschiedene Medien wie Filme oder Dramaserien. Eines der frühesten Beispiel dafür ist der Film Beat (1997), der auf dem Comic von Huh Young-Man basiert. Aus Huhs späterer Arbeit Tazza wurden zwei Filme produziert, nachdem es in der Zeitung Sports Chosun über 100 Millionen Seitenimpressionen erzeugte. Ein anderes Werk von Huh, Le Grand Chef, wurde 5 Jahre lang in der Zeitung Dong-a Ilbo veröffentlicht und 540.000 Kopien wurden verkauft.
Navers Line Webtoon Service, der im Jahr 2014 gestartet wurde, ist jetzt eines der größten Webtoon-Plattformen in Korea. Nach Angaben von Naver erreicht es täglich über 6,2 Millionen Nutzer. Der kostenlose Line-Webtoon-Übersetzungsservice trug dazu bei, dass Webtoons ein Teil der globalen Koreanischen Welle wurden. Allerdings sei der Erfolg koreanischer Webtoons nicht mit dem Rest der Koreanischen Welle vergleichbar: Leser wüssten häufig gar nicht, aus welchem Land der Comic kommt, den sie lesen.

## Adaptionen von Webtoons
| Medium           | Titel |
| ---------------- | --- |
| Film             | APT (아파트) (2006) Sunjeong Manhwa (순정만화) (2008) BA:BO (바보) (2008) Moss (이끼) (2010) Pained (통증) (2011) Late Blossom (그대를 사랑합니다) (2011) The Neighbor (이웃사람) (2012) 26 Years (26년) (2012) Secretly, Greatly (은밀하게 위대하게) (2013) Fashion King (패션왕) (2014) Along with the Gods: The Two Worlds (신과함께: 죄와 벌) (2017) |
| Fernsehen        | Mary Stayed Out All Night (매리는 외박중) (2010) Aridong’s Last Cowboy (아리동 라스트 카우보이) (2010) Always Low Prices Cheollima Mart (쌉니다 천리마 마트) (2010) Misaeng (미생) (2014) Cheese in the Trap (치즈인더트랩) (2016) Sweet Home (스위트홈) (2020) True Beauty (여신강림) (2020)                                                            |
| Videospiele      | Ragnarok Online (라그나로크 온라인) (2002) Berkanix (베르카닉스) (2009) |
| Animierte Serien | Welcome to Convenience Store (와라! 편의점) (2012) Story of Miho (미호이야기) Notjima Jeongshinjul (놓지마 정신줄) (2014) |
| Theaterstücke    | The Great Catsby (위대한 개츠비) (2007) BA:BO (바보) Hello, Schoolgirl (순정만화) |
| Marken/ Vertrieb | Marine Blues (마린블루스) Welcome to Convenience Store (와라! 편의점) Socks Goblin (양말 도깨비) Yesterday, Today, and Tomorrow (어제, 오늘 그리고 내일) |

## Webtoon-Portale
Die nachfolgende Tabelle listet koreanische Webtoon-Portale:
| Name des Portals | Betreiber                       |
| ---------------- | ------------------------------- |
| Naver webtoon    | Naver Corp.                     |
| LINE webtoon     | Naver Corp.                     |
| Daum webtoon     | Kakao Corp. (früher Daum)       |
| Nate webtoon     | SK Communications               |
| Toomics          | Toomics                         |
| Foxtoon          | Foxtoon.Inc                     |
| Lezhin comics    | Lezhin entertainment.Inc        |
| Olleh webtoon    | KT.Inc                          |
| Pikitoon         | Pikicast                        |
| Comico           | NHN comico (früher NHN PlayArt) |